# راديو يمن أف أم
بمناسبة إقامة فعاليات بطولة خليجي 20 في عدن دشنت إذاعة راديو يمن اف ام  نهار الجمعة 26-نوفمبر-2010، بثها الإذاعي من العاصمة الاقتصادية عدن كأول محطة (FM) في اليمن. وانتقلت محطة البث إلى العاصمة اليمنية صنعاء ليشمل بثها جميع ارجاء الجمهورية اليمنية وتبث اذاعه راديو يمن اف ام  على التردد 99.9. أيضاً تبث عبر القمر العربي نايل سات .
وتعتبر إذاعة راديو يمن اف ام إذاعة منوعة فيها من البرامج المميزة الكثير.
قامت إدارة راديو يمن اف ام. بتأهيل كوادر شبابية يمنية يتولون العمل الإذاعي بالمحطة، وفقاً لأحدث التقنيات، وأساليب العمل الإذاعي، وبما يضاهي تجارب دول عربية سبقت اليمن في البث الإذاعي على الـFM.
.